# Audea bipunctata
Audea bipunctata là một loài bướm đêm trong họ Erebidae.